# (100454) 1996 SA6
(100454) 1996 SA6 es un asteroide perteneciente al cinturón de asteroides, descubierto el 18 de septiembre de 1996 por el equipo del Beijing Schmidt CCD Asteroid Program desde la Estación Xinglong, Hebei, China.

## Designación y nombre
Designado provisionalmente como 1996 SA6.

## Características orbitales
1996 SA6 está situado a una distancia media del Sol de 2,380 ua, pudiendo alejarse hasta 2,760 ua y acercarse hasta 1,999 ua. Su excentricidad es 0,159 y la inclinación orbital 3,834 grados. Emplea 1341 días en completar una órbita alrededor del Sol.

## Características físicas
La magnitud absoluta de 1996 SA6 es 16,4.